# Fraude do Enem de 2009

Alunos do Rio de Janeiro protestam após a fraude do ENEM.
(Gabriel de Paiva/Ag. O Globo)

A fraude do Enem de 2009 é como ficou conhecida a crise no Exame Nacional do Ensino Médio, teste feito no Brasil para todos os estudantes do nível secundário e conhecido pelo acrônimo Enem, com fins de seleção para várias universidades, bem como para avaliar o nível de qualidade das instituições educacionais desse nível, provocada pelo furto da prova na Plural Editora e Gráfica, que havia sido contratada para a impressão, e que provocou a anulação dos testes e sua intempestiva renovação, com descrédito para os órgãos do governo Lula responsáveis por sua realização: o Ministério da Educação e o Instituto Nacional de Estudos e Pesquisas Educacionais Anísio Teixeira (Inep). A fraude e fragilidade no processo foram reveladas pelo jornal O Estado de S. Paulo (Estadão).

## Histórico
Em 30 de setembro de 2009, a jornalista Renata Cafardo, então funcionária do "Estadão", recebeu um telefonema oferecendo a venda de uma prova do ENEM, que seria aplicado em menos de uma semana. Renata se encontrou com os desconhecidos que ofereciam a prova e folheou o documento, gravando o encontro em áudio. Pouco depois, entrou em contato com o Ministério da Educação para confirmar a veracidade das questões que conseguiu memorizar.
No dia 1 de outubro, o Ministério da Educação anunciou a suspensão das provas do Enem, sob a suspeita de fraude, após haver sido contactada pela redação do jornal paulista, com informações sobre o conteúdo das questões a serem aplicadas no Exame.
Num primeiro momento, o diretor do Inep, Reynaldo Fernandes, declarou que a suspensão ocorria por haver "99% de chance" de que o vazamento da prova ocorrera. Segundo o jornal, a redação havia sido procurada no dia 30 de setembro de 2009 oferecendo as cópias das duas provas do Exame. Já na manhã do dia 1º o Ministro Fernando Haddad foi à televisão anunciar o "adiamento das provas"

## Falha da segurança
O Inep havia contratado um consórcio chamado Conasel, formado pelas empresas Funrio, Cetro e Consultec. O furto das provas ocorreu nas dependências da gráfica contratada pelo consórcio, a Plural.
O vazamento das provas, dois dias antes de sua realização em 3 de outubro, teve como consequência o adiamento do exame para os dias 5 e 6 de dezembro, o que afetou diretamente os cerca de 4.1 milhões de candidatos inscritos em 2009. Ainda em outubro, a Polícia Federal concluiu o inquérito que investigava o furto. Foram indiciados Felipe Pradella, Marcelo Sena e Felipe Ribeiro, três funcionários da Cetro — uma das integrantes do Connasel, consórcio formado também pelas empresas Consultec e FunRio e responsável pela distribuição dos exames. O trio tinha livre acesso à Plural, onde em setembro daquele ano se apossaram dos cadernos recém-impressos com a intenção de vendê-los a terceiros.
A partir das investigações, foi descoberto que o manuseio impróprio das provas teria ocorrido devido à problemas de logística. Mudanças nos locais de prova em São Paulo fizeram com que a Connasel abrisse uma sala na Plural para a remontagem improvisada dos pacotes de impressos. Seria nesse local, sem a segurança devidamente checada ou aprovada por técnicos do Instituto Nacional de Estudos e Pesquisas Educacionais (Inep), que os exames teriam sido obtidos ilegalmente.
Segundo apurou a investigação da Polícia Federal a segurança na gráfica era "coisa de amador" e até para funcionários do Ministério foi algo "mambembe". Diante disto o governo procurou reforçar a segurança, na aplicação das novas provas nos dias 4 e 5 de dezembro.
A investigação mostrou que o furto ocorrera na área reservada da gráfica, onde uma das empresas do consórcio, a Cetro, havia pedido de última hora para ali organizar as caixas contendo as provas, cuja distribuição estava atrasada. Ali, os funcionários Felipe Pradella, Felipe Ribeiro e Marcelo Sena furtaram, em dois dias, as duas provas do exame, sem que ninguém percebesse; Pradella declarou em seu depoimento que a segurança do Enem era "uma festa".
O Ministério Público Federal indiciou os três acusados, além de um DJ e um empresário que teriam agido como intermediários na tentativa de venda da prova, pelos crimes de peculato (furto praticado por servidor público), corrupção passiva (exigir vantagem indevida) e violação de sigilo funcional. A Plural, no entanto, não constou como ré no processo. A Justiça Federal aceitou as denúncias, rejeitando, porém, a acusação de peculato.
Após a fraude, foi contratado, em regime de urgência (que permite a supressão de etapas licitatórias), o consórcio Cespe/Cesgranrio para aplicar o Exame neste ano.
As novas datas coincidiram com diversos exames de vestibular; algumas universidades que adotavam o Enem como forma de ingresso de novos alunos adiaram suas provas, enquanto outras simplesmente desistiram do exame.
Havia 4 milhões e 100 mil alunos inscritos no Enem de 2009, e a fraude provocou uma abstenção de 40% no comparecimento.

## Consequências
O diretor do Inep, Reynaldo Fernandes, foi demitido um mês após a realização das novas provas; voltou a lecionar na Universidade de São Paulo e, em maio de 2010, foi nomeado para um novo cargo no governo Lula, como membro do Conselho Nacional de Educação.
As instituições de educação que formam o consórcio Cespe/Cesgranrio continuaram responsáveis pela realização do Enem de 2010.
Em 2011, dois ex-diretores do INEP foram condenados ao pagamento de multa. Heliton Ribeiro Tavares foi condenado ao pagamento de R$ 5 mil e Dorivan Ferreira Gomes teve uma pena menor, de R$ 3 mil.